# Николо II д’Есте
Вижте пояснителната страница за други личности с името Николо д’Есте.
Николо II д’Есте (на италиански: Niccolò II d'Este; * 17 май 1338, Ферара, Херцогство Ферара; † 26 март 1388, пак там) е маркиз на Ферара, Модена и Парма от 1361 г. до смъртта си. По време на управлението му Ферара придобива статут на град-покровител на изкуството.

## Произход
Той е син на Обицо III д’Есте (* 1294, † 1352), господар на Ферара, Модена и Парма, и на втората му съпруга Липа Ариости († 1347). Има шест братя и четири сестри: 
- Беатриче (* 1332; † 1387), княгиня на Анхалт-Цербст като съпруга на Валдемар I
- Алда (* 1333; † 1381), маркграфиня на Мантуа като съпруга на Луиджи (Лудовико) II Гонзага
- Риналдо (* 1334; † 1348)
- Алдобрандино III (* 1335; † 1361), господар на Ферара и Ровиго, имперски викарий на Модена, съпруг на Беатриче ди Камино
- Ацо (* 1340; † 1349)
- Фолко (* 1342, † 1356/58) или извънбрачен
- Костанца (* 1343; † 1392) или извънбрачна, господарка на Римини като съпруга на Малатеста IV Малатеста
- Уго II (* 1344; † 1370), съпруг на Констанца Малатеста
- Алберто V (* 1347; † 1393) или извънбрачен, господар на Ферара, Модена и Реджо, основател на Ферарския университет, съпруг на Джована ди Роберти и на Изота Алберезани.

Има и двама, трима или четирима полубратя и вероятно една полусестра от извънбрачни връзки на баща му.

## Биография
Поемайки суверенитета над своите държави с наследяването на Алдобрандино III д’Есте, Николо II осигурява съюза на господарите на Падуа, Верона и Мантуа срещу Бернабо Висконти, господар на Милано. През 1362 г. отива с целия си двор, за да се срещне с Верде дела Скала (за която се жени същата година) при портите на Форминяна.

На срещата във Витербо през 1367 г. осигурява защитата на папа Урбан V, след като преди това е отишъл в Авиньон, за да покани папата да се върне в Рим. Междувременно Реджо е отнет от Фелтрино Гонзага и продаден на Бернабо Висконти. Фаенца, която е закупена от него малко преди това, е превзета от Асторе I Манфреди.
По време на неговото управление Ферара започва да придобива голяма репутация и започва да се превръща в прекрасен град. Маркизът допринася за украсяването на различни градски паметници, като например манастира „Сан Гулиелмо“. След това Николo II възлага на архитекта Бартолино да Новара да проектира замъка на Есте, поръчан след народен бунт през 1385 г. Маркизът първоначално получава заем от 25 000 дуката от владетеля на Мантуа Франческо I Гонзага.
Щедър и проявяващ интерес към културата, Николò II приютява във Ферара поне за  десетилетие коментатора на „Божествена комедия“ Бенвенуто да Имола. Имола остава в града до смъртта си, която вероятно е в същата година като тази на неговия покровител – 1388 г.: всъщност той има време да види (и да спомене в основната си работа) конструкцията на замъка, построен с голяма бързина между 1385 и 1387 г.
Николо II умира на 26 март 1388 г. на 49 г. и погребението му е отпразнувано на Разпети петък. По този повод, въпреки конвенциите, забиват всички градски камбани. Той е наследен, съгласно инвеститурата на папата и императора, от по-малкия си брат Алберто V д'Есте.

## Брак и потомство
∞ 19 май 1362 за Верде дела Скала († 1394), дъщеря на Мастино II дела Скала, господар на Верона, от която има дъщеря:
- Тадеа д'Есте (* 1365; † 23 ноември 1404, Падуа), господарка-консорт на Падуа; ∞ 31 май 1377 в Падуа за Франческо II да Карара, господар на Падуа (1359 – 1406), от когото има  пет сина и две дъщери